# Піхотна дивізія «Зеланд»
Піхотна дивізія «Зеланд» (нім. Infanterie-Division Seeland) — дивізія Вермахту, що існувала наприкінці Другої світової війни. Участі в бойових діях не брала.

## Історія
Піхотна дивізія «Зеланд» сформована 9 березня 1945 року у ході 34-ї хвилі мобілізації у 4-му військовому окрузі, як «дивізія-тінь» (нім. Schatten-Division).

## Склад
| 1944                                  |
| ------------------------------------- |
| 593-й гренадерський полк              |
| 594-й гренадерський полк              |
| 595-й гренадерський полк              |
| 328-й артилерійський полк             |
| 328-й дивізійний батальйон постачання |